# Friedrich Gravenhorst
Heinrich Ludwig Dietrich Friedrich Gravenhorst (* 3. Januar 1835 in Weide bei Großenaspe in Schleswig-Holstein; † 11. Juni 1915 in Stade) war ein deutscher Straßenbautechniker.

## Leben
Gravenhorst wurde auf dem Gut Weide bei Großenaspe geboren, das sein Vater, der Hamburger Kaufmann Carl Friedrich Gravenhorst (* 1798, † 1867), erworben hatte. Seine Vorfahren väterlicherseits waren nachweislich seit dem 17. Jahrhundert in der Braunschweiger Gegend ansässig. Als Jugendlicher war Gravenhorst privat unterrichtet worden, unter anderem von seinem Onkel Pastor Mertz in Schönkirchen bei Kiel. In einer Privatschule in Kiel legte er die Abschlussprüfung für die Hochschulreife ab. Er interessierte sich für Mathematik und Mechanik, konnte aufgrund widriger Umstände jedoch nicht sofort mit dem Hochschulstudium beginnen. Bei einer Oberförsterei bei Kiel absolvierte er zunächst eine Forst- und Jagdlehre. Hier nahm er auch Unterricht in Mathematik und Vermessungskunde. Er legte dann in Kiel eine Prüfung als Feld- und Landvermesser ab.
Anschließend war er an verschiedenen Orten im Vermessungswesen tätig, unter anderem in Uelzen, wo er einen Stadtplan im großen Maßstab herstellte. Auf diese Weise erwarb er die Mittel für ein Hochschulstudium.
Danach studierte er Mathematik, Mechanik und Tiefbau am Polytechnikum in Hannover, der späteren Technischen Hochschule und heutigen Gottfried Wilhelm Leibniz-Universität. Nach Beendigung seines Studiums nahm er zunächst eine Stelle bei der Wasserbau-Inspektion in Celle an. Er wäre gerne in seine Heimat zurückgekehrt, doch mangelte es dort an entsprechenden Stellenangeboten. Deshalb meldete er sich zu Arbeiten für die Grundsteuerregulierung in Preußen. Er kam zuerst nach Köslin und dann nach Stolp in Hinterpommern. In Pommern lernte er seine Frau Luise, geb. Lehmann, kennen, eine Arzttochter aus dem Dorf Lupow im Landkreis Stolp, die er 1867 in Lupow heiratete.
Nach der Eingliederung Schleswig-Holsteins in den preußischen Staat trat Gravenhorst in die Wegebauverwaltung ein. Der Wegebau sollte dann 40 Jahre lang das Betätigungsfeld bleiben, auf dem er erfolgreich tätig war. Er kehrte in seine Heimatprovinz zurück, zuerst nach Meldorf, dann im Jahr 1871 nach Segeberg. 1872 wurde er Kreisbaumeister in Otterndorf im Land Hadeln. 1873 übernahm er als Wegebauinspektor die Leitung des Landesbauamts Stade. Der Baukreis, für den er zuständig war, umfasste damals die Landkreise Stade, Bremervörde, Geestemünde, Lehe  und das Land Hadeln. In dem Gebiet gab es damals nur auf der Strecke Bremen–Bremerhaven eine Eisenbahnverbindung, bis Anfang der 1880er Jahre die Unterelbische Eisenbahn zwischen Harburg und Cuxhaven in Betrieb genommen wurde. Andere Strecken mussten mit der Kalesche oder zu Fuß bewältigt werden. Während seiner Stader Amtszeit legte Gravenhorst auf Dienstreisen 275 000 Kilometer zurück.

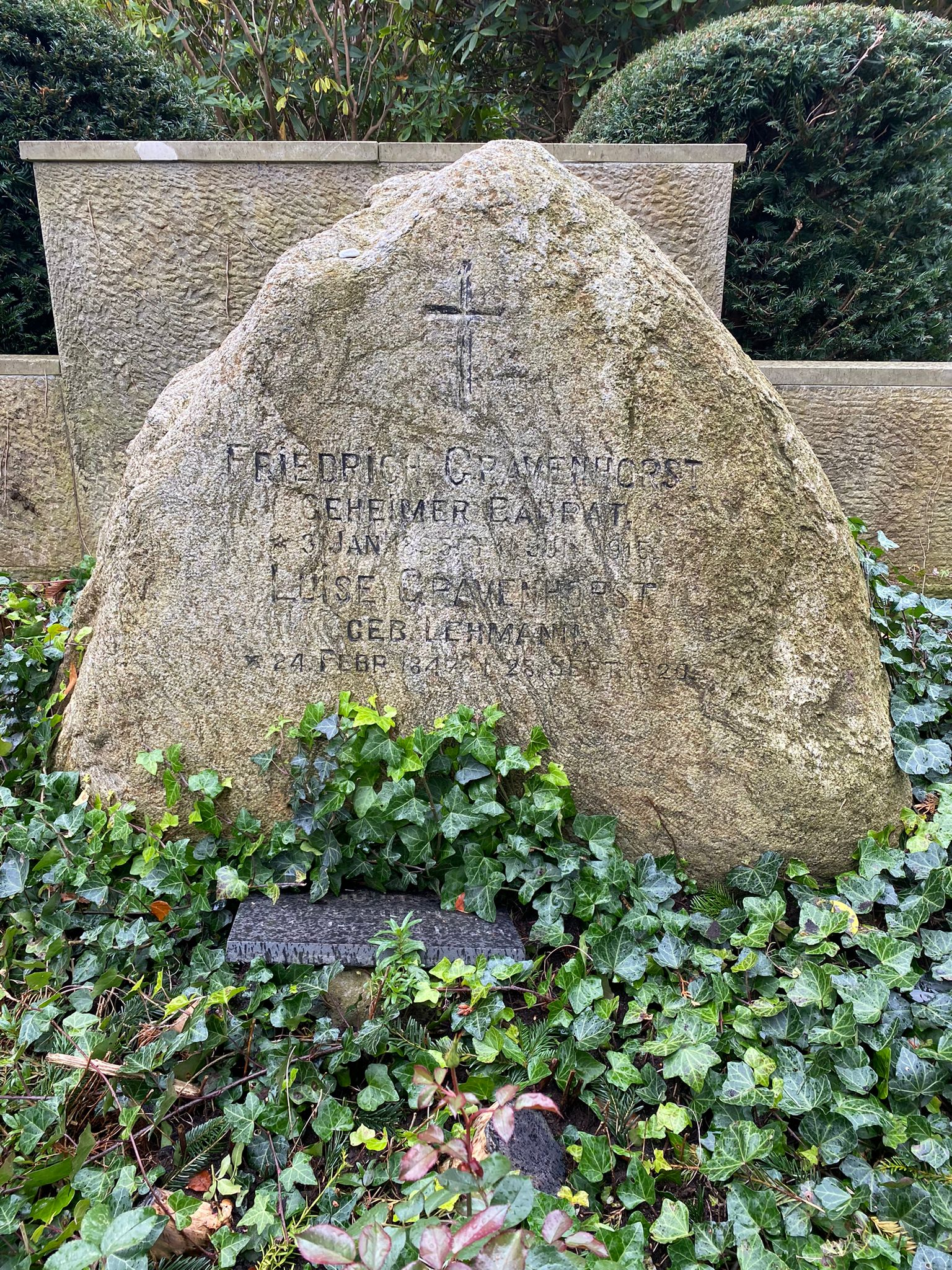
Grabstätte auf dem Horstfriedhof in Stade

Doch gab sich Gravenhorst mit der Verwaltungsarbeit und Inspektionstätigkeit allein nicht zufrieden. Ihn beschäftigten fortwährend theoretische Fragen des Straßenbaus im eisenbahnarmen Elbe-Weser-Dreieck mit seinen verschiedenartigen Bodenverhältnissen.
Gravenhorst führte im Straßenbau als Erster eine grundlegende Neuerung ein, indem er die bis dahin praktizierte Straßenbefestigung mittels unterschiedlich großer Findlinge im Jahr 1885 erstmals durch die normierte Kleinpflasterung ersetzte. Auf einer Versuchsstrecke auf der Ritzebütteler Chaussee, km 4,250–4,254, verwirklichte er eine möglichst ebene und gleichmäßig widerstandsfähige Straßendecke in Gestalt eines Kleinpflasters, das aus würfelförmigen Granitsteinen von 4 bis 6 Zentimetern Kantenlänge bestand. Dieses neue Pflaster bewährte sich so gut, dass es bald in ganz Europa und in Übersee verwendet wurde. Mit seiner Pioniertat schuf Gravenhorst so den bis in die Mitte des 20. Jahrhunderts hinein in Europa am häufigsten verwendeten Straßenbelag.
Aus der Ehe Gravenhorsts mit Luise Lehmann gingen neun Kinder hervor: vier Söhne und fünf Töchter. Sein Werk wurde später von seinem Sohn Otto (* 1872) fortgesetzt.
Friedrich Gravenhorst ruht auf dem Stader Horstfriedhof.